# Відкритий чемпіонат Франції з тенісу 2004
Відкритий чемпіонат Франції з тенісу 2004  — тенісний турнір, що проходив на відкритому повітрі на ґрунтових кортах Стад Ролан Гаррос у Парижі з 24 травня по 6 червня 2004 року. Це був 103 Відкритий чемпіонат Франції, другий турнір Великого шолома в календарному році.
Ні Хуан Карлос Ферреро, ні Жустін Енен-Арденн не зуміли відстояти свої титули. Анастасія Мискіна стала першою з росіянок, якій підкорився титул переможниці турніру Великого шолома, наступ росіянок продовжили в двох наступних турнірах Великого шолома Марія Шарапова на Вімблдоні та Світлана Кузнецова на US Open.

## Результати фінальних матчів

### Дорослі
| Одиночний розряд. Чоловіки (Докладніше) |                                    |                         |
| Гастон Гаудіо                           | Гільєрмо Кор'я                     | 0–6, 3–6, 6–4, 6–4, 8–6 |
|                                         |                                    |                         |
| Одиночний розряд. Жінки                 |                                    |                         |
| Анастасія Мискіна                       | Олена Дементьєва                   | 6–1, 6–2                |
|                                         |                                    |                         |
| Парний розряд. Чоловіки (Докладніше)    |                                    |                         |
| Ксав'є Малісс Олів'є Рохус              | Мікаель Льодра Фабріс Санторо      | 7–5, 7–5                |
|                                         |                                    |                         |
| Парний розряд. Жінки                    |                                    |                         |
| Вірхінія Руано Паскуаль Паола Суарес    | Світлана Кузнецова Олена Лиховцева | 6–0, 6–3                |
|                                         |                                    |                         |
| Мікст                                   |                                    |                         |
| Татьяна Головін Рішар Гаске             | Кара Блек Вейн Блек                | 6–3, 6–4                |
| Обом переможцям було по 17 років.       |                                    |                         |

### Юніори
| Одиночний розряд. Хлопці                |                                |          |
| Гаель Монфіс                            | Алекс Кузнецов                 | 6–2, 6–2 |
|                                         |                                |          |
| Одиночний розряд. Дівчата               |                                |          |
| Сесіль Каратанчева                      | Меделіна Гожня                 | 6–4, 6–0 |
|                                         |                                |          |
| Парний розряд. Хлопці                   |                                |          |
| Пабло Андухар Марсель Гранольєрс Пужоль | Алекс Кузнецов Міша Зверєв     | 6–3, 6–2 |
|                                         |                                |          |
| Парний розряд. Дівчата                  |                                |          |
| Катержина Бемова Міхаелла Крайчек       | Ірина Коткіна Ярослава Шведова | 6–3, 6–2 |
|                                         |                                |          |